# Pierre-François Godard de Beauchamps
Pierre-François Godard de Beauchamps (geb. 1689 in Paris; gest. 1761 ebenda) war ein vielseitiger französischer Dramatiker, Romanschriftsteller und Übersetzer, der als einer der Autoren in der Sammlung   Cabinet des fées und Verfasser einer französischen Theatergeschichte in Erinnerung ist.

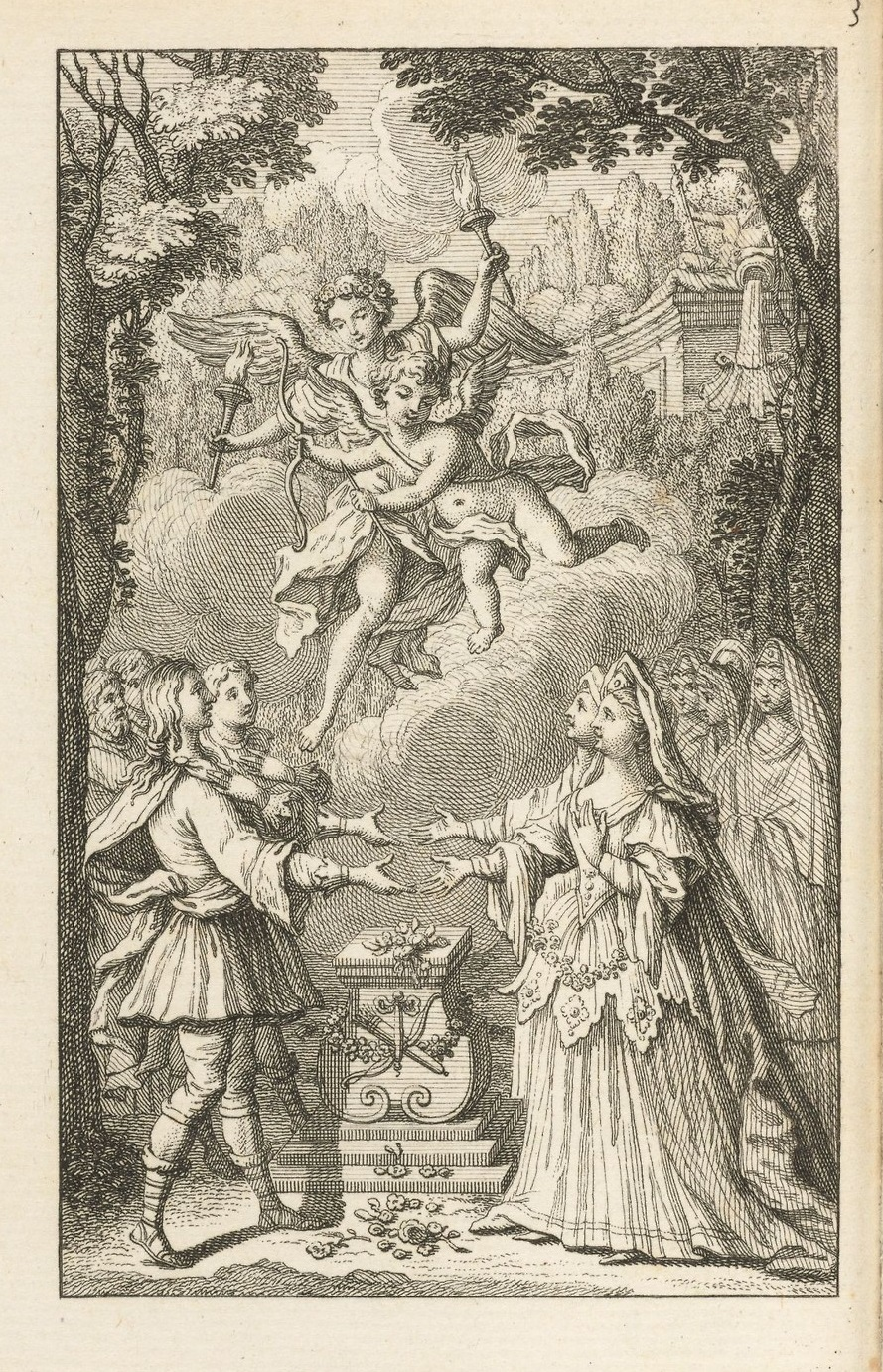
Aus einer Ausgabe von Les Amours d’Ismène & Isménias (1743)

Er war ein Libertin und veröffentlichte mehrere erotische Romane, von denen die meisten sofort zensiert und aus dem Verkehr gezogen wurden.
De Beauchamps schrieb eine Reihe von Theaterstücken, meist zu Themen der klassischen Antike. Seine umfassende Geschichte des französischen Theaters mit dem Titel Recherches sur les théâtres de France, depuis l'année onze cens soixante-un, jusques à présent („Forschungen zu den Theatern Frankreichs seit dem Jahr 1161 bis heute“; Paris 1735) war die erste kritische Geschichte des französischen Theaters, sie enthält biografische Details über Dichter und Dramatiker sowie berühmte Schauspieler, handschriftliche Quellen, Aufführungen und Veröffentlichungen usw. und verfügt über nützliche Indices der genannten Autoren und Titel. 
In Band 37 von Cabinet des fées ist die folgende Notiz über den Autor enthalten:

„BEAUCHAMPS (Pierre-François GODARD DE) né à Paris, en 1690: y mourut en 1761. Il a traduit en vers
Les  Lettres  d'Heloïse;
Ismène & Isménias;
Les amours de Rhodante & de Dosiclès;
Il est auteur d'un livre utile & souvent consulté: 
Recherches sur les Théâtres de France.
Il a fait plusieurs  comédies. 
Nous en avons  inféré dans notre Collection le conte de Funestine.“

## Werke (Auswahl)
- Recherches sur les théâtres de France, depuis l'année onze cens soixante-un, jusques à présent. 3 parts in 1 vol. Paris, Prault père, 1735 (I II)
- Funestine, in: Le cabinet des fées ou collection choisie des contes des fées et autres contes merveilleux. Band 31, 1786 (Digitalisat)
- (Übers.) Imitation du roman grec de Théodore Prodromus [Ta kata Rodanthēn kai Dosiklea (franz.)] 1746
- Das Portrait. Ein Lustspiel nach dem Französischen des Herrn Beauchamps in einem Aufzuge. 1779 (Digitalisat)